# Harold Perrineau Jr.
Harold Perrineau Jr., nascido com o nome Harold Williams, (Brooklyn, 7 de Agosto de 1963) é um ator norte-americano. Mais conhecido pelo papel de Augustus Hill em Oz e Michael Dawson em Lost e Boyd Stevens em From (2022).

## Biografia
Tendo estudado teatro e música no Shenandoah Conservatory, hoje ele atua mais constantemente como ator. Recentemente desempenhou o papel de Michael Dawson na série de TV Lost. Antes disso ficou bem conhecido pelo importante papel de Augustus Hill na série da HBO Oz e pelo personagem Link nos filmes e jogos de computador Matrix. Ele é freqüentemente creditado sem o sufixo Jr.
Perrineau é o nome de solteira da sua mãe, sendo Harold Williams Sr. o nome do seu pai. Como os seus pais nunca se casaram, ele passou a usar ambos os nomes. Quando afiliou-se ao SAG já havia outro ator com o nome Harold Williams, então ele juntou o nome Perrineau da mãe e Júnior do pai (seu pai era Sênior, fazendo dele Junior) para ser o seu nome artístico que consta até hoje no SAG. Sua atual esposa, Brittany Perrineau fez uma participação especial na série Lost - na qual ele era do elenco principal - no episódio 16 da primeira temporada.

### Vida profissional
Perrineau recebeu o papel de Link, um operador de um tanque, no filme Matrix, depois de Marcus Chong ser demitido por problemas envolvendo valores.
Ficou famoso no papel de Michael Dawson, na série televisiva Lost. Também estrelou outra série televisiva de sucesso, Oz, onde interpretou Augustus Hill, personagem que também era narrador da série, série que também contou com outro ator de Lost, Adewale Akinnuoye-Agbaje.
Seu personagem em Lost saiu da série no fim da segunda temporada, depois de fugir da ilha em um barco. Na temporada seguinte, ele não fez participações, porém, foi anunciado em julho de 2007 que seu personagem voltará na quarta temporada.

## Carreira
- From (2022).... Boyd Stevens
- Constantine (2014) ... Manny
- Z Nation (2014) .... Mark Hammond
- Sons of Anarchy (2012)... Pope
- Zero Dark Thirty (2012)
- 30 Days of Night: Dark Days (2010)
- Felon (2008)
- 28 Weeks Later (2007) .... Flynn
- Lost (2004-2006, 2008-) .... Michael Dawson
- The Matrix Revolutions (2003) .... Link
- The Matrix Reloaded (2003) .... Link
- On Line (2002) .... Moe Curley
- Prison Song (2001) .... Uncle Steve
- Woman on Top (2000) .... Monica Jones
- Matrix (1999) .... Link
- The Best Man (1999) .... Julian Murch
- Oz (1997-2003) .... Augustus Hill
- The Edge (1997) .... Stephen
- Romeo + Juliet (1996) .... Mercutio
- Smoke (1995) .... Thomas "Rashid" Cole
- I'll Fly Away (1991-1993) .... Robert Evans